# Équipe du Cameroun féminine de football à la Coupe du monde 2019
L'équipe du Cameroun féminine de football participe à la Coupe du monde de 2019 organisée en France du 7 juin 2019 au 7 juillet 2019.

## Qualification
Le Cameroun se qualifie grâce à sa troisième place lors de la Coupe d'Afrique des nations féminine de football 2018.

## Préparation

### Maillot
Pendant la Coupe du Monde féminine 2019, l'équipe du Cameroun porte un maillot confectionné par l'équipementier Le Coq sportif. Le maillot domicile est vert avec, en haut, deux têtes de lion, il est couplé avec un short de couleur rouge. Le maillot extérieur garde les mêmes motifs mais est de couleur jaune avec un short vert. Néanmoins, dans les faits, le maillot extérieur n'a pas été utilisé, à la place le maillot domicile était utilisé avec le short extérieur.

## Joueuses et encadrement technique
La sélection finale est annoncée le 24 mai 2019[réf. nécessaire].

## Compétition
Pour un article plus général, voir Coupe du monde féminine de football 2019.

### Format et tirage au sort
Les 24 équipes qualifiées pour la Coupe du monde sont réparties en quatre chapeaux de six équipes. Lors du tirage au sort, six groupes de quatre équipes sont formés, les quatre équipes de chaque groupe provenant chacune d'un chapeau différent. Celles-ci s'affrontent une fois chacune : à la fin des trois journées, les deux premiers de chaque groupe sont qualifiés pour les huitièmes de finale, ainsi que les quatre meilleurs troisième de groupe.
Le Cameroun est placé dans le chapeau 4. Celui-ci est composé des équipes africaines (Jamaïque, Afrique du Sud, Cameroun et Nigeria) aux côtés de deux sud-américaines (Chili et Argentine).
Le tirage donne alors pour adversaires le Canada, les Pays-Bas et la Nouvelle-Zélande.

### Premier tour - Groupe E
| Rang | Équipe           | Pts | J | G | N | P | Bp | Bc | Diff |
| ---- | ---------------- | --- | - | - | - | - | -- | -- | ---- |
| 1    | Pays-Bas         | 9   | 3 | 3 | 0 | 0 | 6  | 2  | +4   |
| 2    | Canada           | 6   | 3 | 2 | 0 | 1 | 4  | 2  | +2   |
| 3    | Cameroun         | 3   | 3 | 1 | 0 | 2 | 3  | 5  | -2   |
| 4    | Nouvelle-Zélande | 0   | 3 | 0 | 0 | 3 | 1  | 5  | -4   |

#### Canada - Cameroun
| Match 9            | Canada                 | 1 - 0   | Cameroun                            | Stade de la Mosson, Montpellier                                                  |                                                                                  |
| 10 juin 2019 21:00 | (Beckie ) Buchanan 45e | (1 - 0) |                                     | Spectateurs : 10 710 Arbitrage : Ri Hyang-ok Arbitre vidéo : Massimiliano Irrati | Spectateurs : 10 710 Arbitrage : Ri Hyang-ok Arbitre vidéo : Massimiliano Irrati |
| 10 juin 2019 21:00 |                        | Rapport | 37e Ngo Ndoumbouk · 74e Enganamouit | Spectateurs : 10 710 Arbitrage : Ri Hyang-ok Arbitre vidéo : Massimiliano Irrati | Spectateurs : 10 710 Arbitrage : Ri Hyang-ok Arbitre vidéo : Massimiliano Irrati |

| Canada | Cameroun |

| Canada :              |    |                    |  |     |
|                       |    |                    |  |     |
| Gardien de but        | 1  | Stephanie Labbé    |  |     |
|                       | 10 | Ashley Lawrence    |  |     |
|                       | 3  | Kadeisha Buchanan  |  |     |
|                       | 4  | Shelina Zadorsky   |  |     |
|                       | 2  | Allysha Chapman    |  |     |
|                       | 15 | Nichelle Prince    |  | 75e |
|                       | 11 | Desiree Scott      |  |     |
|                       | 13 | Sophie Schmidt     |  |     |
|                       | 16 | Janine Beckie      |  |     |
|                       | 12 | Christine Sinclair |  |     |
|                       | 17 | Jessie Fleming     |  |     |
| Remplaçantes :        |    |                    |  |     |
|                       | 6  | Deanne Rose        |  | 75e |
| Sélectionneur :       |    |                    |  |     |
| Kenneth Heiner-Møller |    |                    |  |     |

| Cameroun :      |    |                       |     |     |
|                 |    |                       |     |     |
| Gardien de but  | 1  | Annette Ngo Ndom      |     |     |
|                 | 11 | Aurelle Awona         |     |     |
|                 | 2  | Christine Manie       |     |     |
|                 | 6  | Estelle Johnson       |     |     |
|                 | 4  | Yvonne Leuko          |     |     |
|                 | 12 | Claudine Meffometou   |     |     |
|                 | 3  | Ajara Nchout          |     | 67e |
|                 | 8  | Raissa Feudjio        |     |     |
|                 | 10 | Jeannette Yango       |     | 82e |
|                 | 7  | Gabrielle Onguéné     |     |     |
|                 | 19 | Marlyse Ngo Ndoumbouk | 37e | 68e |
| Remplaçantes :  |    |                       |     |     |
|                 | 18 | Henriette Akaba       |     | 67e |
|                 | 17 | Gaëlle Enganamouit    | 74e | 68e |
|                 | 13 | Charlène Meyong       |     | 82e |
| Sélectionneur : |    |                       |     |     |
| Alain Djeumfa   |    |                       |     |     |

| Assistantes : Hong Kum Nyo Kim Kyoung Min Quatrième arbitre : Qin Liang Arbitre vidéo : Massimiliano Irrati Assistants arbitre vidéo : Massey Sian Mohammed Abdulla Mohammed Femme du match : Kadeisha Buchanan |

#### Pays-Bas - Cameroun
| Match 21           | Pays-Bas                                                                   | 3 - 1   | Cameroun                                  | Stade du Hainaut, Valenciennes                 |                                                |
| 15 juin 2019 15:00 | (van de Sanden ) Miedema 41e · Bloodworth 48e · (Beerensteyn ) Miedema 85e | (1 - 1) | 43e Onguéné (Feudjio )                    | Spectateurs : 22 423 Arbitrage : Casey Reibelt | Spectateurs : 22 423 Arbitrage : Casey Reibelt |
| 15 juin 2019 15:00 |                                                                            | Rapport | 14e Manie · 37e Ngo Mbeleck · 68e Feudjio | Spectateurs : 22 423 Arbitrage : Casey Reibelt | Spectateurs : 22 423 Arbitrage : Casey Reibelt |

| Pays-Bas | Cameroun |

| PAYS-BAS :       |    |                       |  |     |
|                  |    |                       |  |     |
| Gardien de but   | 1  | Sari van Veenendaal   |  |     |
|                  | 2  | Desiree van Lunteren  |  |     |
|                  | 20 | Dominique Bloodworth  |  |     |
|                  | 6  | Anouk Dekker          |  |     |
|                  | 5  | Kika van Es           |  | 86e |
|                  | 8  | Sherida Spitse        |  |     |
|                  | 10 | Daniëlle van de Donk  |  | 71e |
|                  | 14 | Jackie Groenen        |  |     |
|                  | 7  | Shanice van de Sanden |  | 66e |
|                  | 9  | Vivianne Miedema      |  |     |
|                  | 11 | Lieke Martens         |  |     |
| Remplaçantes :   |    |                       |  |     |
|                  | 21 | Lineth Beerensteyn    |  | 66e |
|                  | 19 | Jill Roord            |  | 71e |
|                  | 4  | Merel van Dongen      |  | 86e |
| Sélectionneuse : |    |                       |  |     |
| Sarina Wiegman   |    |                       |  |     |

| CAMEROUN :      |    |                       |     |     |
|                 |    |                       |     |     |
| Gardien de but  | 1  | Annette Ngo Ndom      |     |     |
|                 | 4  | Yvonne Leuko          |     |     |
|                 | 2  | Christine Manie       | 14e |     |
|                 | 6  | Estelle Johnson       |     |     |
|                 | 8  | Raissa Feudjio        | 68e |     |
|                 | 12 | Claudine Meffometou   |     |     |
|                 | 22 | Michaela Abam         |     | 60e |
|                 | 10 | Jeannette Yango       |     |     |
|                 | 20 | Genevieve Ngo Mbeleck | 37e | 66e |
|                 | 7  | Gabrielle Onguéné     |     |     |
|                 | 17 | Gaëlle Enganamouit    |     | 75e |
| Remplaçantes :  |    |                       |     |     |
|                 | 3  | Ajara Nchout          |     | 60e |
|                 | 13 | Charlène Meyong       |     | 66e |
|                 | 18 | Henriette Akaba       |     | 75e |
| Sélectionneur : |    |                       |     |     |
| Alain Djeumfa   |    |                       |     |     |

| Assistantes : Lee Seul Gi Maiko Hagio Quatrième arbitre : Ekaterina Koroleva Arbitre vidéo : Paolo Valeri Assistants arbitre vidéo : Mayte Chavez Mauro Vigliano Femme du Match : Vivianne Miedema |

#### Cameroun - Nouvelle-Zélande
| Match 34           | Cameroun                                      | 2 – 1   | Nouvelle-Zélande | Stade de la Mosson, Montpellier                 |                                                 |
| 20 juin 2019 18:00 | ( Leuko) Nchout 57e · ( Onguéné) Nchout 90+5e | (0 - 0) | 80e (csc) Awona  | Spectateurs : 8 009 Arbitrage : Kateryna Monzul | Spectateurs : 8 009 Arbitrage : Kateryna Monzul |
| 20 juin 2019 18:00 | Takounda 69e                                  | Rapport | 68e Green        | Spectateurs : 8 009 Arbitrage : Kateryna Monzul | Spectateurs : 8 009 Arbitrage : Kateryna Monzul |

| Cameroun | Nouvelle-Zélande |

| CAMEROUN :      |    |                     |            |     |
|                 |    |                     |            |     |
| Gardien de but  | 1  | Annette Ngo Ndom    |            |     |
|                 | 11 | Marie-Aurelle Awona | 80e (csc)  |     |
|                 | 6  | Estelle Johnson     |            |     |
|                 | 5  | Augustine Ejangue   |            |     |
|                 | 4  | Yvonne Leuko        |            |     |
|                 | 8  | Raissa Feudjio      |            |     |
|                 | 7  | Gabrielle Onguéné   |            |     |
|                 | 10 | Jeannette Yango     |            | 84e |
|                 | 3  | Ajara Nchout        | 57e, 90+5e |     |
|                 | 22 | Michaela Abam       |            |     |
|                 | 17 | Gaelle Enganamouit  |            | 54e |
| Remplaçantes :  |    |                     |            |     |
|                 | 21 | Alexandra Takounda  | 69e        | 54e |
|                 | 14 | Ninon Abena         |            | 84e |
| Sélectionneur : |    |                     |            |     |
| Alain Djeumfa   |    |                     |            |     |

| NOUVELLE-ZÉLANDE : |    |                  |     |     |
|                    |    |                  |     |     |
| Gardien de but     | 1  | Erin Nayler      |     |     |
|                    | 7  | Ali Riley        |     |     |
|                    | 3  | Anna Green       | 68e | 68e |
|                    | 8  | Abby Erceg       |     |     |
|                    | 6  | Rebekah Stott    |     |     |
|                    | 14 | Katie Bowen      |     |     |
|                    | 22 | Olivia Chance    |     | 88e |
|                    | 2  | Ria Percival     |     |     |
|                    | 16 | Katie Duncan     |     | 68e |
|                    | 13 | Rosie White      |     |     |
|                    | 11 | Sarah Gregorius  |     |     |
| Remplaçantes :     |    |                  |     |     |
|                    | 12 | Betsy Hassett    |     | 68e |
|                    | 17 | Hannah Wilkinson |     | 68e |
|                    | 10 | Annalie Longo    |     | 88e |
| Sélectionneur :    |    |                  |     |     |
| Tom Sermanni       |    |                  |     |     |

| Assistantes : Maryna Striletska Oleksandra Ardasheva Quatrième arbitre : Sandra Braz Arbitre vidéo : Massimiliano Irrati Assistants arbitre vidéo : Lisa Rashid Bastian Dankert Femme du Match : Ajara Nchout |

### Phase à élimination directe

#### Huitième de finale: Angleterre - Cameroun
| Match 39           | Angleterre                                                               | 3 - 0   | Cameroun                   | Stade du Hainaut, Valenciennes                                             |                                                                            |
| 23 juin 2019 17:30 | ( Duggan) Houghton 14e · ( Bronze) White 45+4e · ( Duggan) Greenwood 58e | (2 - 0) |                            | Spectateurs : 20 148 Arbitrage : Qin Liang Arbitre vidéo : Bastian Dankert | Spectateurs : 20 148 Arbitrage : Qin Liang Arbitre vidéo : Bastian Dankert |
| 23 juin 2019 17:30 |                                                                          | Rapport | 4e Leuko · 90+10e Takounda | Spectateurs : 20 148 Arbitrage : Qin Liang Arbitre vidéo : Bastian Dankert | Spectateurs : 20 148 Arbitrage : Qin Liang Arbitre vidéo : Bastian Dankert |

| Angleterre | Cameroun |

| ANGLETERRE :     |    |                 |  |     |
|                  |    |                 |  |     |
| Gardien de but   | 1  | Karen Bardsley  |  |     |
|                  | 2  | Lucy Bronze     |  |     |
|                  | 5  | Steph Houghton  |  |     |
|                  | 6  | Millie Bright   |  |     |
|                  | 3  | Alex Greenwood  |  |     |
|                  | 4  | Keira Walsh     |  |     |
|                  | 10 | Fran Kirby      |  |     |
|                  | 8  | Jill Scott      |  | 78e |
|                  | 7  | Nikita Parris   |  | 84e |
|                  | 18 | Ellen White     |  | 64e |
|                  | 11 | Toni Duggan     |  |     |
| Remplaçantes :   |    |                 |  |     |
|                  | 9  | Jodie Taylor    |  | 64e |
|                  | 23 | Lucy Staniforth |  | 78e |
|                  | 14 | Leah Williamson |  | 84e |
| Sélectionneuse : |    |                 |  |     |
| Phil Neville     |    |                 |  |     |

| CAMEROUN :      |    |                    |        |     |
|                 |    |                    |        |     |
| Gardien de but  | 1  | Annette Ngo Ndom   |        |     |
|                 | 4  | Yvonne Leuko       | 4e     |     |
|                 | 5  | Augustine Ejangue  |        | 64e |
|                 | 6  | Estelle Johnson    |        |     |
|                 | 11 | Aurelle Awona      |        |     |
|                 | 8  | Raissa Feudjio     |        |     |
|                 | 22 | Michaela Abam      |        | 68e |
|                 | 10 | Jeannette Yango    |        |     |
|                 | 3  | Ajara Nchout       |        |     |
|                 | 7  | Gabrielle Onguéné  |        |     |
|                 | 17 | Gaëlle Enganamouit |        | 53e |
| Remplaçantes :  |    |                    |        |     |
|                 | 21 | Alexandra Takounda | 90+10e | 53e |
|                 | 15 | Ysis Sonkeng       |        | 64e |
|                 | 14 | Ninon Abena        |        | 68e |
| Sélectionneur : |    |                    |        |     |
| Alain Djeumfa   |    |                    |        |     |

| Assistantes : Fang Yan Hong Kum Nyo Quatrième arbitre : Ri Hyang Ok Arbitre vidéo : Bastian Dankert Assistants arbitre vidéo : Michelle O Neill Mohammed Abdulla Mohammed Femme du Match : Steph Houghton |

## Temps de jeu
| Joueuses              |            |            |            |            | TT         | But inscrit | Passe décisive | MJ         | MT         | Légende |
| --------------------- | ---------- | ---------- | ---------- | ---------- | ---------- | ----------- | -------------- | ---------- | ---------- | --- |
| Gardiennes            | Gardiennes | Gardiennes | Gardiennes | Gardiennes | Gardiennes | Gardiennes  | Gardiennes     | Gardiennes | Gardiennes | Abréviations et symboles : TT : Total de minutes jouées MJ : Nombre de matchs joués MT : Matchs joués en tant que titulaire : but : passe décisive : joueuse entrée : joueuse remplacée : capitaine : carton jaune : carton rouge |
| Annette Ngo Ndom      | 90         | 90         | 90         | 90         | 360        | -           | -              | 4          | 4          | Abréviations et symboles : TT : Total de minutes jouées MJ : Nombre de matchs joués MT : Matchs joués en tant que titulaire : but : passe décisive : joueuse entrée : joueuse remplacée : capitaine : carton jaune : carton rouge |
| Isabelle Mambingo     | -          | -          | -          | -          | -          | -           | -              | -          | -          | Abréviations et symboles : TT : Total de minutes jouées MJ : Nombre de matchs joués MT : Matchs joués en tant que titulaire : but : passe décisive : joueuse entrée : joueuse remplacée : capitaine : carton jaune : carton rouge |
| Marthe Ongmahan       | -          | -          | -          | -          | -          | -           | -              | -          | -          | Abréviations et symboles : TT : Total de minutes jouées MJ : Nombre de matchs joués MT : Matchs joués en tant que titulaire : but : passe décisive : joueuse entrée : joueuse remplacée : capitaine : carton jaune : carton rouge |
| Défenseures           |            |            |            |            |            |             |                |            |            | Abréviations et symboles : TT : Total de minutes jouées MJ : Nombre de matchs joués MT : Matchs joués en tant que titulaire : but : passe décisive : joueuse entrée : joueuse remplacée : capitaine : carton jaune : carton rouge |
| Christine Manie       | 90         | 90         | -          | -          | 180        | -           | -              | 2          | 2          | Abréviations et symboles : TT : Total de minutes jouées MJ : Nombre de matchs joués MT : Matchs joués en tant que titulaire : but : passe décisive : joueuse entrée : joueuse remplacée : capitaine : carton jaune : carton rouge |
| Yvonne Leuko          | 90         | 90         | 90         | 90         | 360        | -           | 1              | 4          | 4          | Abréviations et symboles : TT : Total de minutes jouées MJ : Nombre de matchs joués MT : Matchs joués en tant que titulaire : but : passe décisive : joueuse entrée : joueuse remplacée : capitaine : carton jaune : carton rouge |
| Augustine Ejangue     | -          | -          | 90         | 64         | 154        | -           | -              | 2          | 2          | Abréviations et symboles : TT : Total de minutes jouées MJ : Nombre de matchs joués MT : Matchs joués en tant que titulaire : but : passe décisive : joueuse entrée : joueuse remplacée : capitaine : carton jaune : carton rouge |
| Estelle Johnson       | 90         | 90         | 90         | 90         | 360        | -           | -              | 4          | 4          | Abréviations et symboles : TT : Total de minutes jouées MJ : Nombre de matchs joués MT : Matchs joués en tant que titulaire : but : passe décisive : joueuse entrée : joueuse remplacée : capitaine : carton jaune : carton rouge |
| Aurelle Awona         | 90         | -          | 90         | 90         | 270        | -           | -              | 3          | 3          | Abréviations et symboles : TT : Total de minutes jouées MJ : Nombre de matchs joués MT : Matchs joués en tant que titulaire : but : passe décisive : joueuse entrée : joueuse remplacée : capitaine : carton jaune : carton rouge |
| Claudine Meffometou   | 90         | 90         | -          | -          | 180        | -           | -              | 2          | 2          | Abréviations et symboles : TT : Total de minutes jouées MJ : Nombre de matchs joués MT : Matchs joués en tant que titulaire : but : passe décisive : joueuse entrée : joueuse remplacée : capitaine : carton jaune : carton rouge |
| Ysis Sonkeng          | -          | -          | -          | 26         | 26         | -           | -              | 1          | -          | Abréviations et symboles : TT : Total de minutes jouées MJ : Nombre de matchs joués MT : Matchs joués en tant que titulaire : but : passe décisive : joueuse entrée : joueuse remplacée : capitaine : carton jaune : carton rouge |
| Milieux               |            |            |            |            |            |             |                |            |            | Abréviations et symboles : TT : Total de minutes jouées MJ : Nombre de matchs joués MT : Matchs joués en tant que titulaire : but : passe décisive : joueuse entrée : joueuse remplacée : capitaine : carton jaune : carton rouge |
| Raïssa Feudjio        | 90         | 90         | 90         | 90         | 360        | -           | 1              | 4          | 4          | Abréviations et symboles : TT : Total de minutes jouées MJ : Nombre de matchs joués MT : Matchs joués en tant que titulaire : but : passe décisive : joueuse entrée : joueuse remplacée : capitaine : carton jaune : carton rouge |
| Jeannette Yango       | 82         | 90         | 84         | 90         | 346        | -           | -              | 4          | 4          | Abréviations et symboles : TT : Total de minutes jouées MJ : Nombre de matchs joués MT : Matchs joués en tant que titulaire : but : passe décisive : joueuse entrée : joueuse remplacée : capitaine : carton jaune : carton rouge |
| Charlène Menene       | 8          | 24         | -          | -          | 32         | -           | -              | 2          | -          | Abréviations et symboles : TT : Total de minutes jouées MJ : Nombre de matchs joués MT : Matchs joués en tant que titulaire : but : passe décisive : joueuse entrée : joueuse remplacée : capitaine : carton jaune : carton rouge |
| Ninon Abena           | -          | -          | 6          | 22         | 28         | -           | -              | 2          | -          | Abréviations et symboles : TT : Total de minutes jouées MJ : Nombre de matchs joués MT : Matchs joués en tant que titulaire : but : passe décisive : joueuse entrée : joueuse remplacée : capitaine : carton jaune : carton rouge |
| Marlyse Ngo Ndoumbouk | 68         | -          | -          | -          | 68         | -           | -              | 1          | 1          | Abréviations et symboles : TT : Total de minutes jouées MJ : Nombre de matchs joués MT : Matchs joués en tant que titulaire : but : passe décisive : joueuse entrée : joueuse remplacée : capitaine : carton jaune : carton rouge |
| Geneviève Ngo Mbeleck | -          | 66         | -          | -          | 66         | -           | -              | 1          | 1          | Abréviations et symboles : TT : Total de minutes jouées MJ : Nombre de matchs joués MT : Matchs joués en tant que titulaire : but : passe décisive : joueuse entrée : joueuse remplacée : capitaine : carton jaune : carton rouge |
| Attaquantes           |            |            |            |            |            |             |                |            |            | Abréviations et symboles : TT : Total de minutes jouées MJ : Nombre de matchs joués MT : Matchs joués en tant que titulaire : but : passe décisive : joueuse entrée : joueuse remplacée : capitaine : carton jaune : carton rouge |
| Ajara Nchout          | 67         | 30         | 90         | 90         | 277        | 2           | -              | 4          | 3          | Abréviations et symboles : TT : Total de minutes jouées MJ : Nombre de matchs joués MT : Matchs joués en tant que titulaire : but : passe décisive : joueuse entrée : joueuse remplacée : capitaine : carton jaune : carton rouge |
| Gabrielle Onguéné     | 90         | 90         | 90         | 90         | 360        | 1           | 1              | 4          | 4          | Abréviations et symboles : TT : Total de minutes jouées MJ : Nombre de matchs joués MT : Matchs joués en tant que titulaire : but : passe décisive : joueuse entrée : joueuse remplacée : capitaine : carton jaune : carton rouge |
| Madeleine Ngono Mani  | -          | -          | -          | -          | -          | -           | -              | -          | -          | Abréviations et symboles : TT : Total de minutes jouées MJ : Nombre de matchs joués MT : Matchs joués en tant que titulaire : but : passe décisive : joueuse entrée : joueuse remplacée : capitaine : carton jaune : carton rouge |
| Gaëlle Enganamouit    | 22         | 75         | 54         | 53         | 204        | -           | -              | 4          | 3          | Abréviations et symboles : TT : Total de minutes jouées MJ : Nombre de matchs joués MT : Matchs joués en tant que titulaire : but : passe décisive : joueuse entrée : joueuse remplacée : capitaine : carton jaune : carton rouge |
| Henriette Akaba       | 23         | 15         | -          | -          | 38         | -           | -              | 2          | -          | Abréviations et symboles : TT : Total de minutes jouées MJ : Nombre de matchs joués MT : Matchs joués en tant que titulaire : but : passe décisive : joueuse entrée : joueuse remplacée : capitaine : carton jaune : carton rouge |
| Alexandra Takounda    | -          | -          | 36         | 37         | 73         | -           | -              | 2          | -          | Abréviations et symboles : TT : Total de minutes jouées MJ : Nombre de matchs joués MT : Matchs joués en tant que titulaire : but : passe décisive : joueuse entrée : joueuse remplacée : capitaine : carton jaune : carton rouge |
| Michaela Abam         | -          | 60         | 90         | 68         | 218        | -           | -              | 3          | 3          | Abréviations et symboles : TT : Total de minutes jouées MJ : Nombre de matchs joués MT : Matchs joués en tant que titulaire : but : passe décisive : joueuse entrée : joueuse remplacée : capitaine : carton jaune : carton rouge |
| Total                 |            |            |            |            |            |             |                |            |            | Abréviations et symboles : TT : Total de minutes jouées MJ : Nombre de matchs joués MT : Matchs joués en tant que titulaire : but : passe décisive : joueuse entrée : joueuse remplacée : capitaine : carton jaune : carton rouge |
| Équipe du Cameroun    | 90         | 90         | 90         | 90         | 360        | 3           | 3              | 4          | -          | Abréviations et symboles : TT : Total de minutes jouées MJ : Nombre de matchs joués MT : Matchs joués en tant que titulaire : but : passe décisive : joueuse entrée : joueuse remplacée : capitaine : carton jaune : carton rouge |

### Autres références
1. ↑  « Le Coq Sportif présente les maillots du Cameroun », sur footpack.fr, 7 juin 2019 (consulté le 23 novembre 2019)